# حركة خطية

الحركة الخطية أو حركة الاستقامة أبسط أنواع الحركة، تكون في بعد واحد. قد تكون أفقية كالحركة التي يمارسها هواة رياضة المشي، أو قد تكون رأسية كحركة إسقاط الكرة من ارتفاع ما. كما أن حركة الجسم في مستوى مائل كحركة السيارة على منحدر، مثال ثالث على الحركة الخطية.
الجسم المتحرك خطيا قد يغير اتجاهه أثناء حركته الخطية، فالسيارة مثلا قد تتجه شمالا، ثم شرقا، ولكن هذا قد ينفي أن حركتها تظل خطية.